# Penicillium severskii
Penicillium severskii är en svampart som beskrevs av Schekh. 1981. Penicillium severskii ingår i släktet Penicillium och familjen Trichocomaceae.   Inga underarter finns listade i Catalogue of Life.